# Кизилове (Молодечненський район)
Кизилове (біл. вёска Апалеі) — село в складі Молодечненського району Мінської області, Білорусь. Село підпорядковане Городилівській сільській раді, розташоване в західній частині області.